# Max Gentzen
Max Gentzen (* 24. Januar 1880 in Königsberg i. Pr.; † 2. August 1950 in Lübeck) war ein deutscher Arzt und Abgeordneter in Königsberg.

## Leben
Gentzen studierte Medizin an der Albertus-Universität, die ihn 1904 zum Dr. med. promovierte. Seit 1899 gehörte er der Burschenschaft Gothia Königsberg an. Nach vier Jahren an der Universitäts-Poliklinik für Innere Medizin ließ er sich in Königsberg nieder. 1914 kam er als Truppenarzt an die Westfront (Erster Weltkrieg). Als Schularzt und Vorsitzender der linksliberalen Deutschen Demokratischen Partei vertrat er 1925–1929 den Wahlkreis Königsberg-Stadt im Ostpreußischen Provinziallandtag. 1932 wurde er zum Landesrat der Provinzialverwaltung Ostpreußen gewählt. Er nahm sozialmedizinische Aufgaben wahr, besonders auf dem Gebiet der Tuberkulosebekämpfung, des Heilstättenwesens und der Lungenfürsorgestelle. In der Schlacht um Königsberg entkam er nach Lübeck. Dort starb er mit 70 Jahren.